# Дирдін Євген Михайлович
Євге́н Миха́йлович Ди́рдін (нар. 5 липня 1950) — український промисловець і організатор виробництва. Голова Правління — генеральний директор ПрАТ «Санта-Україна». Заслужений працівник промисловості України. Почесний громадянин міста Первомайська.

## Життєпис
Народився 5 липня 1950 року в місті Первомайську Миколаївської області в родині робітника.
Після закінчення у 1967 році Первомайської середньої школи № 4 був прийнятий учнем слюсаря з ремонту швейного обладнання Первомайської швейної фабрики. З травня 1969 по травень 1972 року проходив строкову військову службу на Чорноморському флоті. Після демобілізації повернувся на попереднє місце роботи. У 1975 році призначений на посаду інженера з організації праці того ж підприємства. Після закінчення у 1978 році Одеського технологічного інституту холодильної промисловості за спеціальністю «інженер-механік» був призначений на посаду заступника директора швейної фабрики із загальних питань.
У 1981 році закінчив навчання на факультеті організаторів промисловості і будівництва Білоруського державного інституту народного господарства, а у 1989 році закінчив Дніпропетровський технікум легкої промисловості.
У 1989—1992 роках перебував у службовому відрядженні за кордоном, працював у Торговельному представництві СРСР в Індії.
Після повернення з відрядження з 1993 року працював заступником директора Первомайської швейної фабрики з зовнішньоекономічної діяльності та комерції. У липні 1997 року на загальних зборах трудового колективу обраний директором підприємства, згодом перетвореного на ПрАТ «Санта-Україна».
У 1998—2002 роках та з 2015 року Є. М. Дирдін — депутат Первомайської міської ради, у 2002 році обирався депутатом Миколаївської обласної ради IV скликання, у 2006 році — депутатом Миколаївської обласної ради V скликання.

## Нагороди і почесні звання
- Орден «За заслуги» 1-го ступеня (19.08.2008)[1].
- Орден «За заслуги» 2-го ступеня.
- Орден «За заслуги» 3-го ступеня.
- Заслужений працівник промисловості України (12.06.1998)[2].
- Орден «За патріотизм» 1-го ступеня.
- Медаль м. Первомайська «За заслуги перед містом» (15.09.2006)[3].
- Відзнака Президента України — ювілейна медаль «25 років незалежності України» (2016).[4]

Рішенням Первомайської міської ради від 16 вересня 2015 року, «за видатні заслуги та значний особистий вклад у розвиток м. Первомайська» Дирдіну Євгену Михайловичу присвоєне звання «Почесний громадянин міста Первомайська».
Також нагороджений Почесними Грамотами Верховної Ради України, Почесними грамотами обласної державної адміністрації, обласної та міської ради.